# 白虎山石刻
白虎山石刻，位于中国广西壮族自治区忻城县古蓬镇周安街，为一个省级文物保护单位，类型为石刻，为第六批广西壮族自治区文物保护单位，公布时间为2009年5月4日。
白虎山石刻的历史年代为明－清。